# Ideopsis garia
Ideopsis garia är en fjärilsart som beskrevs av Hans Fruhstorfer 1904. Ideopsis garia ingår i släktet Ideopsis och familjen praktfjärilar. Inga underarter finns listade i Catalogue of Life.